# 27 maggio
Il 27 maggio è il 147º giorno del calendario gregoriano (il 148º negli anni bisestili). Mancano 218 giorni alla fine dell'anno.

## Eventi
- 308 – Marcello I viene eletto papa dal clero romano;
- 1234
  - Luigi IX di Francia sposa Margherita di Provenza;
  - I contadini di Steding (Germania settentrionale), in rivolta, vengono massacrati da un esercito crociato: oltre 5000 le vittime;
- 1328 – Filippo VI viene incoronato re di Francia;
- 1508 – Ludovico il Moro muore nel Castello di Loches in Francia;
- 1644 – Battaglia del passo Shanhai: i Manciù vincono la battaglia contro la dinastia Shun e diventano i nuovi imperatori cinesi fondando la dinastia Qing che rimarrà al potere fino al 1912;
- 1660 – Il Trattato di Copenaghen viene firmato dall'Impero svedese, Danimarca-Norvegia e Confederazione polacco-lituana. Sancisce la fine della Seconda guerra del nord;
- 1703 – Lo zar Pietro I di Russia fonda la città di San Pietroburgo;
- 1797 – Il rivoluzionario e giornalista francese Babeuf viene ghigliottinato a Vendôme per la congiura degli Eguali;
- 1813 – Guerra del 1812: in Canada le forze statunitensi conquistano Fort George;
- 1832 – Papa Gregorio XVI pubblica l'enciclica Summo iugiter studio sui matrimoni fra cattolici e acattolici, sul concordato fra la Baviera e la Santa Chiesa, e sulla dottrina nota come "fuori della Chiesa non c'è salvezza";
- 1859 – Battaglia di San Fermo: vittoria dei Cacciatori delle Alpi e conquista di Como;
- 1860 – Ha inizio l'Insurrezione di Palermo che porterà alla conquista della città da parte della Spedizione dei Mille;
- 1883 – Alessandro III viene incoronato zar di Russia;
- 1901 – Nel New Jersey viene fondata la Edison Storage Battery Company;
- 1905 – Guerra russo-giapponese: decisiva sconfitta della flotta russa nella battaglia di Tsushima;
- 1907 – A San Francisco, in California, scoppia un'epidemia di peste bubbonica;
- 1919 – L'idrovolante NC-4, proveniente dalle isole Azzorre, arriva a Lisbona, completando la prima traversata atlantica con scalo intermedio; l'aereo proseguirà poi per Plymouth in Inghilterra, ultima tappa del viaggio;
- 1923 – Termina la prima 24 Ore di Le Mans;
- 1924 – Viene fondata la Music Corporation of America;
- 1927
  - La Ford inizia a convertire la fabbrica per produrre la nuova Model A;
  - Tomàš Masaryk viene eletto per la seconda volta presidente della Cecoslovacchia;
- 1930 – Lo statunitense Richard Drew inventa il nastro adesivo [1] ;
- 1933 – New Deal: viene convertito in legge il Federal Securities Act, che richiede la registrazione dei titoli alla Federal Trade Commission;
- 1935 – New Deal: la Corte suprema degli Stati Uniti d'America dichiara incostituzionale il National Industrial Recovery Act;
- 1936 – La RMS Queen Mary inizia il suo viaggio inaugurale;
- 1937 – In California il Golden Gate Bridge apre al traffico pedonale, creando un collegamento vitale tra San Francisco e Marin County;
- 1939 – Esordisce su un albo a fumetti della DC Comics il personaggio Batman [2] | [3]
- 1940
  - Seconda guerra mondiale: 97 dei 99 membri di un'unità del Royal Norfolk Regiment vengono massacrati mentre cercano di arrendersi a Dunkerque; il comandante tedesco, capitano Fritz Knochlein, verrà impiccato per crimini di guerra;
  - Il Quartetto Egie, che diverrà poi Quartetto Cetra, debutta al Teatro Valle di Roma;
- 1941
  - Seconda guerra mondiale: negli USA il presidente Franklin Delano Roosevelt proclama lo stato di «emergenza nazionale illimitata»;
  - Seconda guerra mondiale: la nave da guerra tedesca Bismarck viene affondata nell'Atlantico settentrionale dopo essere stata colpita in maniera fatale il giorno precedente;
- 1942 – Seconda guerra mondiale: durante l'Operazione Anthropoid il generale delle SS Reinhard Heydrich viene gravemente ferito da un attacco di patrioti cecoslovacchi; morirà a Praga otto giorni dopo a causa delle ferite riportate;
- 1948 – Esce nelle sale cinematografiche statunitensi il film Lo scrigno delle sette perle, 10º Classico Disney;
- 1960 – In Turchia il generale Cemal Gürsel guida un colpo di Stato militare che rimuove il presidente Celâl Bayar e il resto del governo democratico;
- 1963 – Jomo Kenyatta viene eletto presidente del Kenya;
- 1964
  - Vengono fondate le FARC, il gruppo di guerriglia più potente della Colombia, e con la loro fondazione inizia il conflitto armato colombiano;
  - L'Inter alza la sua prima Coppa dei Campioni, sconfiggendo in finale il Real Madrid a Vienna[4];
- 1965 – Guerra del Vietnam: le navi da guerra degli USA bombardano per la prima volta obiettivi del Fronte di Liberazione Nazionale del Vietnam, situati all'interno del Vietnam del Sud;
- 1974 – Valéry Giscard d'Estaing diventa presidente della Repubblica francese;
- 1977 – Il gruppo punk britannico Sex Pistols pubblica il 45 giri God Save the Queen che vende circa 150000 copie in una settimana nonostante il boicottaggio delle principali radio nazionali e di numerosi negozi di dischi;
- 1993 – Attentato dinamitardo di origine mafiosa in via dei Georgofili a Firenze;
- 1996 – Prima guerra cecena: il presidente russo Boris Nikolaevič El'cin si incontra per la prima volta con i ribelli ceceni e negozia un cessate il fuoco;
- 1998 – Attentato di Oklahoma City: Michael Fortier viene condannato a 12 anni di prigione e multato di 200000 $ per non aver avvertito le autorità del piano terroristico;
- 1999 – Il Tribunale internazionale dei crimini di guerra dell'Aia incrimina Slobodan Milošević e altre quattro persone per crimini di guerra e crimini contro l'umanità commessi nel Kosovo;
- 2006 – Un forte terremoto a Giava, con epicentro nella cittadina di Yogyakarta, miete 5700 vittime e lascia 200000 persone senza tetto;
- 2023 – Il Paris Saint-Germain Football Club pareggia in trasferta a Strasburgo 1-1 contro lo Racing Club de Strasbourg Alsace e vince l'11º titolo nazionale, registrando un record.

## Nati
Ci sono circa 1 130 voci su persone nate il 27 maggio; vedi la pagina Nati il 27 maggio per un elenco descrittivo o la categoria Nati il 27 maggio per un indice alfabetico.

## Morti
Ci sono circa 420 voci su persone morte il 27 maggio; vedi la pagina Morti il 27 maggio per un elenco descrittivo o la categoria Morti il 27 maggio per un indice alfabetico.

## Feste e ricorrenze

### Civili
Il 27 maggio del 2004 a Manhattan è stato istituito il Meryl Streep Day, dedicando all'attrice pluripremiata questo giorno.

### Religiose
Cristianesimo:
- Sant'Agostino di Canterbury, vescovo
- Sant'Atanasio Bazzekuketta, martire
- Sante Barbara Kim, vedova, e Barbara Yi, vergine, martiri in Corea
- San Bruno di Würzburg, vescovo
- Sant'Eutropio di Orange, vescovo
- San Federico di Liegi, vescovo
- San Gausberto, abate di Montsalvy
- San Giuliano martire, venerato a Gerusalemme
- San Giulio (il veterano) di Durostoro, martire
- San Gonzaga Gonza, martire
- San Liberio, venerato ad Ancona
- San Restituto di Roma, martire
- Santa Restituta di Sora, martire
- San Secondino martire, venerato a Capua
- Beato Dionisio da Semur, mercedario
- Beati Edmondo Duke, Riccardo Hill, Giovanni Hogg e Riccardo Holiday, martiri
- Beato Giacomo di Nocera, monaco
- Beato Josep Tous Soler, sacerdote cappuccino, fondatore delle Suore cappuccine della Madre del Divin Pastore